# Joseph Anselm Feuerbach
Pour les articles homonymes, voir Feuerbach.
Joseph Anselm Feuerbach, né le 9 septembre 1798, mort le 8 septembre 1851 à Fribourg, est un philologue et archéologue allemand, fils aîné de Paul Johann Anselm von Feuerbach, et père du peintre allemand Anselm Feuerbach.

## Biographie
Il épousa Henriette Heydenreich en 1834, avec qui il eut deux enfants, Emilie (1827–1873) et Anselm (1829–1880). Il fut nommé professeur de philologie à l'université de Fribourg en 1836. Il s'est acquis sa réputation principalement par son ouvrage sur l‘Apollon du Vatican (Nuremberg, 1833 ; 2e éd., Stuttgart 1855). La plus grande partie de ses œuvres a été publiée après sa mort sous le titre d‘Œuvres posthumes (Brunswick, 1853, 4 vol.). Le premier volume contient sa biographie, sa correspondance et ses poésies; le second et le troisième, une Histoire de la sculpture grecque ; le quatrième, des Dissertations sur l'histoire de l'art.